# Пемба (остров)
Пе́мба (суахили и англ. Pemba) — коралловый остров в Восточной Африке, между 4°50' и 5°30' южной широты, в 50 км к северу от острова Занзибар. Отделяется от материка проливом Пемба. Принадлежит Танзании, куда вошёл в 1964 году вместе с островом Занзибар в составе автономии Занзибар.

## География
Длина 65 км, ширина 18 км, высота до 99 м. Площадь 984 км².
Климат экваториально-муссонный. Осадков до 1000 мм в год.
Несмотря на малый размер острова, животный и растительный мир довольно разнообразен, обитают даже эндемики, такие как Пембская летучая лисица, фиолетовогрудая нектарница и пембасский зелёный голубь. Для защиты природы, в 1959 году создана охраняемая территория, на которой расположен первобытный лес Нгези.
На востоке от острова находится остров Фундо.

## Население
Население 265 тысяч человек (1988). В 2012 году численность населения составила 406 848 человек. Среди населения сильны традиционные верования (знахарство, анимизм). Основной город — Чаке-Чаке.

## Административное деление
Остров Пемба делится на 2 области:
| № | Область (мкоа) | Суахили         | Англ.        | Адм. центр | Площадь, км² | Население, чел. (2012) | Плотность, чел./км² |
| - | -------------- | --------------- | ------------ | ---------- | ------------ | ---------------------- | ------------------- |
| 1 | Пемба Северная | Kaskazini Pemba | Pemba North  | Вете       | 574          | 211 732                | 368,87              |
| 2 | Пемба Южная    | Kusini Pemba    | Pemba South  | Мкоани     | 332          | 195 116                | 587,70              |
|   | Остров Пемба   | Pemba           | Pemba Island | Чаке-Чаке  | 906          | 406 848                | 449,06              |

В свою очередь, каждая область разделена на 2 округа:
Пемба Северная:
- Мичевени[англ.] (Micheweni) — север Пембы Северной (103 816 жителей, 2012),
- Вете[англ.] (Wete) — юг Пембы Северной (107 916 жителей, 2012),

Пемба Южная:
- Чаке-Чаке[англ.] (Chake Chake) — север Пембы Южной (97 249 житель, 2012),
- Мкоани[англ.] (Mkoani) — юг Пембы Южной (97 867 житель, 2012).

## Экономика
Плодородная почва острова благоприятствует развитию сельского хозяйства (главным образом, рис и бобовые). На острове произрастает не менее трёх миллионов гвоздичных деревьев. Также выращиваются манговые деревья и кокосовые пальмы.
Развит подводный туризм. Руины средневековых построек. Имеется аэропорт местных авиалиний.